# Curry Treffenberg
Nils Curry Engelbrekt Treffenberg, född 1 mars 1825 i Göteborg, död 1 september 1897 i Stockholm, var en svensk ämbetsman och politiker. Han var landshövding i Västernorrlands län 1873-1880 och i Kopparbergs län 1880-1892. Han representerade ridderskapet och adeln vid ståndsriksdagarna 1859–1860 och 1865–1866. Efter representationsreformen tillhörde han Andra kammaren 1869 och 1873–1875 samt Första kammaren 1885–1897.
I det politiska livet fick Treffenberg uppmärksamhet genom sitt lidelsefulla sätt att uttrycka känslor och åsikter. Även om han var mycket konservativ, lyckades han ofta finna allierade.

## Biografi

### Anor
Släkten hette ursprungligen Curry. Anfadern Anders Curry var militär i Karl X Gustavs armé och stupade under Köpenhamns belägring 1659. Hans båda söner, också de officerare, adlades 1687 av Karl XI och antog namnet Treffenberg. Enligt vissa uppgifter var de två som adlades Treffenberg halvsyskon med gemensam mor. Den äldre broderns gren dog dock ut redan i andra generationen. I den genealogiska litteraturen uppges namnet Curry vara av polskt ursprung, vilket inte låter sannolikt. Snarare vill man tro en inom släkten förefintlig uppgift att familjen kommit från Skottland. Han var son till Curry Gabriel Treffenberg.

### Studier och politisk karriär 1843–1879
Curry Treffenberg blev student vid Uppsala universitet 1843, promoverades till filosofie magister 1851 och avlade 1853 hovrättsexamen. År 1856 utnämndes han till vice häradshövding samt blev 1860 länsnotarie och 1862 landssekreterare i Västmanlands län. År 1873 utnämndes han till landshövding i Västernorrlands län. 
Treffenberg representerade ridderskapet och adeln vid ståndsriksdagarna 1859/60 och 1865/66. Hans uppträdande under överläggningarna i representationsfrågan vid riksdagen 1865/66 är en av de mest dramatiska scenerna i De Geers Minnen, där Treffenbergs anförande rätt utförligt refereras. Det inleddes på följande vis:
| ” | Man måste verkligen göra våld på sig för att icke låta känslorna taga överhand över förståndet, då man förnimmer de ädla, upphöjda och hjärtat tilltalande tankar, som finnas nedlagda uti det statsrådsprotokoll, som åtföljde det kungliga representationsförslaget, och som sedermera så ofta återljudat uti åtskilliga anföranden på detta rum. Också har det funnits ögonblick, då även jag varit på väg att lämna bakom mig alla traditionella föreställningar, inplantade i min barndom, och alla varnande vittnesbörd ur vår egen och andra länders historia, för att med vännerna av det kungliga representationsförslaget stiga ombord på denna glada speljakt, som, sirad med rosor och vimplar, med musik i fören och smekt av popularitetens förliga vindar, skulle genast föra hela nationen till lycksalighetens ö. Men dessa känslans ögonblick hava snart varit förbi. Vid förståndets prövande ljus har denna lätta farkost blivit förbytt till ett drakskepp, som från fiendeland nalkas våra förut så fridsälla kuster för att där sprida ödeläggelse och död; och jag har därför tackat Gud, att detta monster av den enda monitor, som i dessa tider duger att lita på, den ädla konservatismens monitor, erhållit trenne sådana grundskott, att man snart skall se detsamma hissa nödflagg och avstå från försöket att, buret på agitationens svallvågor, lotsa sig fram mellan de klippor och skär, som en fast, modig och beslutsam hållning hos ridderskapet och adeln skall utbreda till skydd för det hotade fäderneslandet; och måtte ekot av dessa grundskott ännu i avgörandets stund ljuda i alla röstandes öron med dess starka, mäktiga och befallande stämma, att det kungliga representationsförslaget skall förkastas. | „ |

Protokollet förmäler att Treffenbergs tal "avbröts flera gånger medelst talrika och häftiga yttringar av missnöje, blandade med starka bifallsrop, så att lantmarskalken måste med klubban äska tystnad".
Talet föranledde enligt De Geer ett "obeskrifligt oväsende" och gjorde Treffenberg till en i dagspressen länge diskuterad personlighet. Även under sin senare offentliga verksamhet blev han av likartade anledningar åtskilliga gånger föremål för rätt sensationell uppmärksamhet. Han tog inte ogärna en hetsig fejd med 1870-talets lantmannaparti. Detta skedde till exempel vid dechargedebatten 1875 i anledning av tvistefrågan om presidentlönen i Kommerskollegium och vid den så kallade "bergsprängningen" 1875 genom en mycket uppseendeväckande tidningsartikel Antingen - eller (ledare 5 april i Nya Dagligt Allehanda).

### Sundsvallsstrejken
Som landshövding väckte han stort uppseende genom sitt ingripande mot en stor sågverksarbetarstrejk i trakten av Sundsvall i slutet av maj 1879. Strejken hade brutit ut till följd av sänkta löner. Genom att begära militär handräckning med trupp och fartyg, samt genom summariska häktningar, bröt Treffenberg strejken inom 9-10 dygn. Det var den första svenska av betydelse (över 1000 strejkande) i landet. Strejkens utgång framkallade flera strejker i Norrland, vilka snart undertrycktes med likartade medel. Treffenbergs tillvägagångssätt framkallade mycket blandade känslor och protestdemonstrationer (bland annat i Stockholm). Arbetarmöten började hållas på flera ställen (det första i Stockholm 1878) och var en av anledningarna till att arbetarrörelsen inleddes. 
Med anledning av strejken avgav Treffenberg en för honom mycket karakteristisk rapport (tryckt 1880) till civilministern Carl Johan Thyselius. Han ville förklara strejken som ett förbund mellan den "kyrkliga anarkien" och den "politiska radikalismen". Treffenberg betonade nödvändigheten av att bereda militärt skydd för sågverksdistrikten och statsmakternas skyldighet att överväga att inskränka pressfriheten. Den dåvarande regeringens obenägenhet att lyssna till Treffenbergs åsikter torde ha föranlett hans förflyttning till landshövdingsposten i Kopparbergs län i januari 1880.

### Efter strejken 1880–1897
Som landshövding i Kopparbergs län kvarstod han till 1892. Han tog del i att förverkliga planerna på Bergslagens järnväg och på Mora-Vänernsbanan samt lär ha varit mån om allmogens intressen emot de stora bolagens maktsträvanden. Han var ordförande i länets hushållningssällskap 1881–1892 och blev 1893 sällskapets hedersledamot. En minnessten restes över honom i Falun 1903. Det finns även en byst rest av honom vid Mora centralstation.

## Ledamot av riksdagen och kyrkomötet
Treffenberg var ledamot av andra kammaren 1869 samt 1873–1875 för Västerås, Köpings och Enköpings valkrets och 1876–1878 för Härnösands, Umeå, Skellefteå, Piteå, Luleå och Haparanda valkrets samt var 1889–1897 ledamot av första kammaren för Kopparbergs läns valkrets. Vid sista ståndsriksdagen var han ledamot av allmänna besvärs- och ekonomiutskottet samt riksdagarna 1873, 1891, 1894 ledamot av tillfälligt utskott och 1893 av bevillningsutskottet. 
Som motståndare till kompromissen 1873 sade Treffenberg sig kunna vara med om grundskatternas avskaffande, under förutsättning att det inte sattes i samband med indelningsverkets avskaffande eller med försvarsväsendets ordnande i övrigt. Han var även motståndare till förslaget om statsministerpostens inrättande (1873) och till regeringsförslaget 1875 om skjutsningsbesvärets avskaffande. Han gjorde även motstånd mot de mest obetydliga rösträttsreformer, såsom till det intetsägande Annerstedtska regeringsförslaget 1896 i rösträttsfrågan. Däremot understödde Treffenberg 1873 Adolf Hedins motion om inskränkning av utlänningars rätt att besitta fast egendom. 1893 ansåg han att han inte hade något emot en unionsupplösning och förklarade, med anslutning till ett känt Bismarckscitat, att han inte ens ville offra lillfingret på en enda värnpliktig kockspojke för "vårt Bulgarien". 1895 bekände han att han inte trodde på en lycklig framtid för unionen, men ville i det längsta hoppas på en annan lösning än krig. 
Treffenbergs humanitära intressen lät honom motionera i syfte att så vitt möjligt förebygga lidanden vid husdjursslakt (1894, 1895 och 1896) och om inskränkning av arbetstiden vid bagerier (1895). Mera märkliga av hans övriga motioner var de om minskande av riksdagsmannaarvodet och om användande av giljotin vid avrättningar (1869), avsättande av en fond för olycksfalls-, ålderdomsförsäkring etc. (1890) och om ordnande av prästerskapets inkomster (1897). 
Treffenberg var ledamot av Kyrkomötet 1873, 1878, 1883, 1888 och 1893 och förde en mångårig ivrig strid mot katekesutanläsningen. Han blev 1882 ledamot av Kungliga Lantbruksakademien. Curry Treffenberg är begravd på Östra kyrkogården i Karlstad.